# سیلی ترکی
سیلی تُرکی (به انگلیسی: Turkish slap) به یک عمل جنسی مردانه گفته می‌شود که در طی آن، مرد با آلت شق شده خود بر چهره شریک جنسی‌اش سیلی می‌زند. این عمل ممکن است با هدف غیر جنسی و تنها برای تحقیر و آزار فرد قربانی نیز صورت پذیرد.